# 소닉 더 헤지혹 (IDW 퍼블리싱)
《소닉 더 헤지혹》(Sonic the Hedgehog)는 세가의 《소닉 더 헤지혹》에 기반하고 IDW 퍼블리싱이 발행하는 미국의 만화이다. 플리트웨이 퍼블리케이션스의 《소닉 더 코믹》과 아치 코믹스의 《소닉 더 헤지혹》 이후로 세 번째로 출판된 《소닉》 기반 미국 만화이다.
2017년, 아치 코믹스가 《소닉 더 헤지혹》가 24년만에 연재중단된 직후 IDW 퍼블리싱이 발표했으며 2018년 4월에 처음 출판됐다.

## 출판 역사
2020년 6월 28일, 만화에 등장한 인물 탱글 더 리머와 위스퍼 더 울프가 모바일 게임 《소닉 포시즈: 스피드 배틀》에 등장한다고 예고했으며 다음 달에 출시됐다.

## 참조